# Wereldkampioenschap schaatsen allround 1897
Het negende Wereldkampioenschap schaatsen allround werd in 1897 van 5 tot 9 februari 1897 verreden op Crystal Stadium in Montreal.
Dit WK Allround was het eerste kampioenschap dat buiten Europa werd georganiseerd. Canada viel deze eer te beurt, omdat zij het eerste niet-Europese lid van de Internationale Schaatsunie was. De titelhouder was de Nederlander Jaap Eden die op de baan van Joesoepovski Park in Sint-Petersburg wereldkampioen was geworden.
De Noor Alfred Næss won de eerste afstand (500 meter) en de Canadees Jack McCulloch de tweede afstand (5000 meter). De regel in de beginjaren van het WK Allround schreef voor dat de schaatser die drie van de vier afstanden won zich wereldkampioen mocht noemen. Hierdoor waren alleen Næss en McCulloch in de race voor de titel. De derde afstand werd uiterst spannend doordat de twee schaatsers beide de snelste tijd schaatsten. Een skate-off moest de winnaar van deze afstand aanwijzen. In de skate-off klopte McCulloch de Noor en bleef als enige over in de race voor de titel wereldkampioen allround. De 10.000 meter werd een gemakkelijke prooi voor de Canadees, mede omdat er nog maar drie tegenstanders deelnamen aan de afsluitende afstand. McCulloch werd door zijn derde afstandsoverwinning wereldkampioen, en daarmee opvolger van Jaap Eden. De Nederlander was na het seizoen 1896 overgestapt naar het wielrennen.
Oorspronkelijk stond het kampioenschap tot 6 februari gepland, maar men kwam er later achter dat de 5000 meter over twee ronden te weinig was verreden. Op 9 februari werd deze blunder rechtgezet. Een aantal schaatsers was reeds vertrokken, waardoor er minder aan de start kwamen bij de wedstrijd. Ook deze race werd een prooi voor McCulloch.

## Klassement
|      | Schaatser        | Land              | 500 meter | 5000 meter  | 1500 meter  | 1500 meter skate-off | 10.000 meter | 5000 meter  |
| Goud | Jack McCulloch   | Canada            | 48,2 (2)  | 8.32,8 (1)  | 2.42,4 (1)  | 2.40,8 (1)           | 20.02,4 (1)  | 9.25,4 (1)  |
| (2)  | John Davidson    | Canada            | 50,2 (5)  | 8.52,6 (3)  | 2.47,4 (4)  |                      | 20.43,4 (3)  | 10.00,6 (3) |
| NS4  | Julius Seyler    | Duitse Keizerrijk | 48,6 *(3) | 8.47,6 (2)  | 2.43,2 (3)  |                      | 20.42,2 (2)  |             |
| NS4  | C. Greene        | Canada            | 49,2 (4)  | 8.52,8 (4)  | 2.48,6 (6)  |                      | 21.23,4 (4)  |             |
| NS3  | Alfred Næss      | Noorwegen         | 46,8 (1)  | 9.01,5 (7)  | 2.42,4 (1)  | 2.41,2 (2)           |              |             |
| NS3  | Martinus Lørdahl | Noorwegen         | 50,6 *(6) | 8.55,0 (5)  | 2.52,4 *(8) |                      |              | 9.39,2 (2)  |
| NS3  | W. Merrit        | Canada            | 50,8 (7)  | 8.57,0 (6)  | 2.52,0 (7)  |                      |              |             |
| NS3  | Tom Moore        | Canada            | 50,8 (7)  | 9.07,4 (8)  | 2.48,2 (5)  |                      |              |             |
| NS3  | A. Lee           | Canada            | 56,0 (10) | 9.39,2 (10) | 3.08,8 (9)  |                      |              | NF          |
| NS3  | A. Pilkie        | Canada            | 53,4 (9)  | 9.15,6 (9)  | NF          |                      |              |             |

* = met val
NC = niet gekwalificeerd
NF = niet gefinisht
NS = niet gestart
DQ = gediskwalificeerd